# Fary Faye
Pour les articles homonymes, voir Faye.
Fary Faye (né le 24 décembre 1974 à Dakar) est un footballeur sénégalais. Il évolue au poste d'attaquant.

## Vie privée
Ibrahima Faye et Le père de Fary Faye et Babacar Sene est sont cousin les deux sont footballeurs professionnels.

## Palmarès
- Championnat du Portugal de football D2 :
  - Vice-Champion en 2000

- Coupe du Portugal de football :
  - Vainqueur en 1999

- Supercoupe du Portugal :
  - Finaliste en 1999

- Championnat du Sénégal :
  - Champion en 1995

- Coupe du Sénégal :
  - Vainqueur en 1994 et 1995

- Meilleur buteur du Championnat du Portugal 2002-03 avec 18 buts.